# Finlandezi ingrieni
Ingrienii (finlandeză inkeriläiset, inkerinsuomalaiset; rusă Ингерманландцы), numiți și finlandezi ingrieni  (finlandeză inkeriläiset, inkerinsuomalaiset, estonă ingerlased, suedeză finskingermanländare, finlandezi inkeri, finlandezi leningrădeni ,  ingro-finlandezi) sunt, conform unei teorii, un sub-grup etnic finlandez format în secolul al XVII-lea pe teritoriul regiunii istorice Ingriei , și, potrivit unei alte teorii, un grup etnic fino-ugric independent format pe teritoriul aceleiași regiuni .
În prezent, ingrienii trăiesc în principal în  Rusia (Sankt Petersburg, Regiunea Leningrad,  Carelia, Siberia de Vest),  Estonia, Finlanda și Suedia. Se consideră că limba ingriană (finlandeză  inkerin murre) este un dialect al  limbii finalandeze. Din punct de vedere  religios, ingrienii aparțin în mod tradițional de biserica  luterană, dar unii dintre ei au trecut la creștinismul ortodox.

## Istoric
Ingrienii finlandezi au apărut ca urmare a colonizării efectuate de administrația suedeză în regiunile care au fost ocupate de Suedia după războiul ruso-suedez din 1610-1617 prin Pacea de la Stolbovo a  două grupuri etnice: cel  al äyrämöisetilor din partea de nord-vest a Istmului Careilia și, respectiv,  al savonienilor, originari din regiunea Savonia din răsăritul Marelui Ducat al Finlandei. Finlandizarea Ingriei a fost în mare măsură înlesnită de pierderile demografice suferite aici, în special partea de est, în timpul  „Timpurilor tulburi”.
După 1675, nordul și centrul Ingriei a devenit  luterană și  finlandofonă. Ca urmare a acțiunilor autorităților suedeze pentru convertirea forțată la luteranism a populației ortodoxe locale (carelieni, ijorieni, votieni, ruși), mulți din rândul acesteia au fost forțați să fugă din Ingria. În locul lor au fost aduși äyrämöisetii (evremeisi) și savonienii, careu au pus bazele unui tip de cultură sub-etnică în locurile în care au fost colonizați.  În același timp, ideea că ingrienii au fost exclusiv imigranți nu este pe deplin exactă. Credința era factorul etnic definitoriu în acea vreme. Până la sfârșitul secolului al XVII-lea, erau 3.000 de familii ijoriene și votiene care adoptaseră luteranismul, adică aproximativ 12-15 mii de oameni. Acești ijorieni și votieni vorbitori de limbă finlandeză, care au adoptat luteranismul, au devenit parte a grupului etnic finlandez ingrian. Se poate considera că etnia ingriană modernă își are rădăcinile în patru grupuri: äyrämöiseti, savonieni, ijorieni și votieni.
În vestul Ingriei, credința ortodoxă a rezistat mai bine. În 1656, populația era în proporție de 41% de religie luterană, pentru ca în 1695 aceasta să ajungă la 75%.
| Comitatul | 1623 | 1641 | 1643 | 1650 | 1656 | 1661 | 1666 | 1671 | 1675 | 1695 |
| --------- | ---- | ---- | ---- | ---- | ---- | ---- | ---- | ---- | ---- | ---- |
| Ivangorod | 5,2  | 24,4 | 26,7 | 31,8 | 26,3 | 38,5 | 38,7 | 29,6 | 31,4 | 46,7 |
| Iamsk     | —    | 15,1 | 15,2 | 16,0 | 17,2 | 44,9 | 41,7 | 42,9 | 50,2 | 62,4 |
| Koporie   | 5,0  | 17,9 | 19,2 | 29,4 | 30,3 | 34,9 | 39,9 | 45,7 | 46,8 | 60,2 |
| Noteburg  | 14,7 | 58,5 | 66,2 | 62,5 | 63,1 | 81,0 | 88,5 | 86,0 | 87,8 | 92,5 |
| Total     | 7,7  | 35,0 | 39,3 | 41,6 | 41,1 | 53,2 | 55,6 | 59,9 | 61,5 | 71,7 |

     votieni
     ijorieni
     äyrämöiseti
     savakko
     estoni
     germani

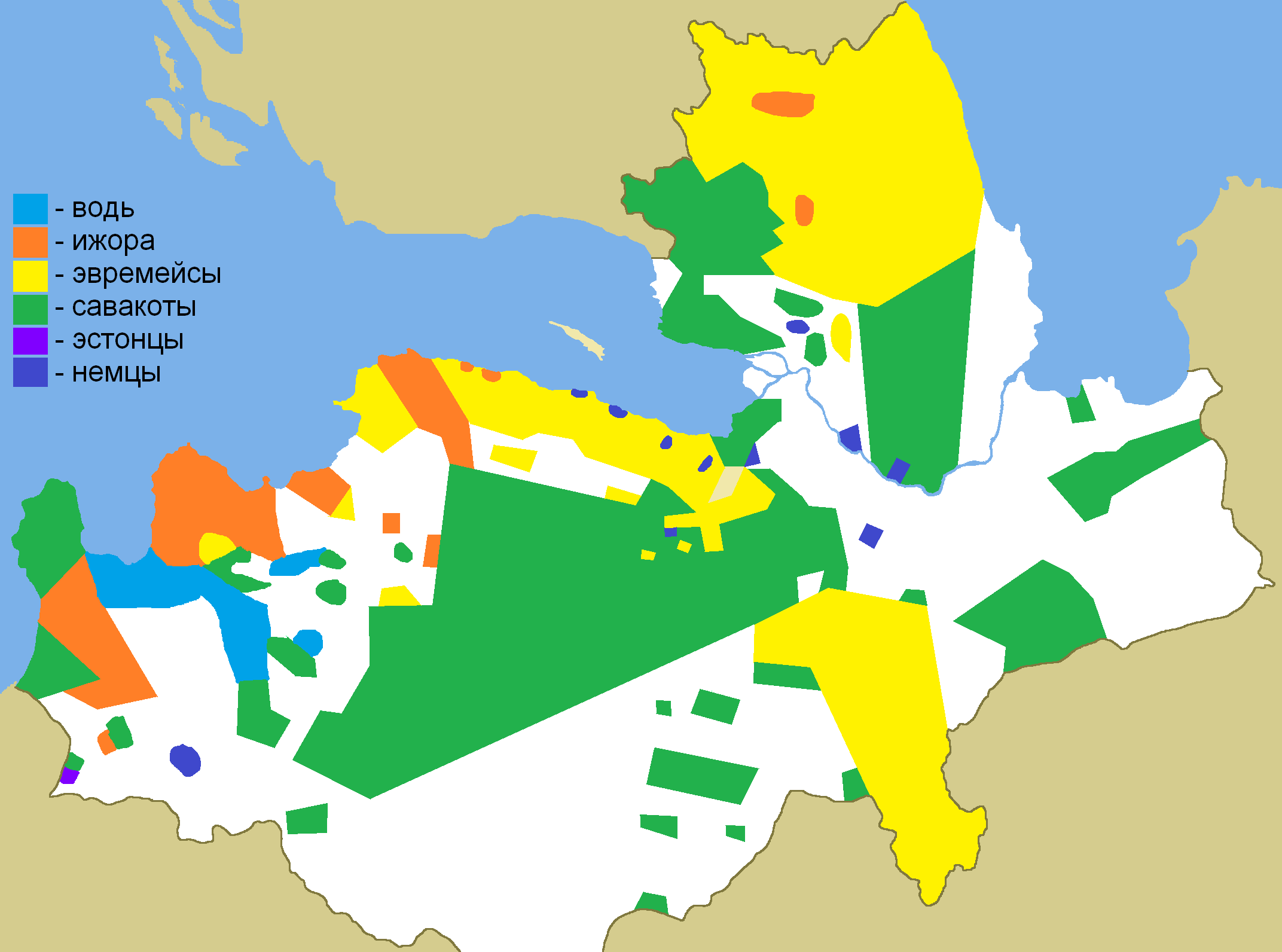
Harta etnografică a Ingriei în anul 1849
votieni
ijorieni
äyrämöiseti
savakko
estoni
germani

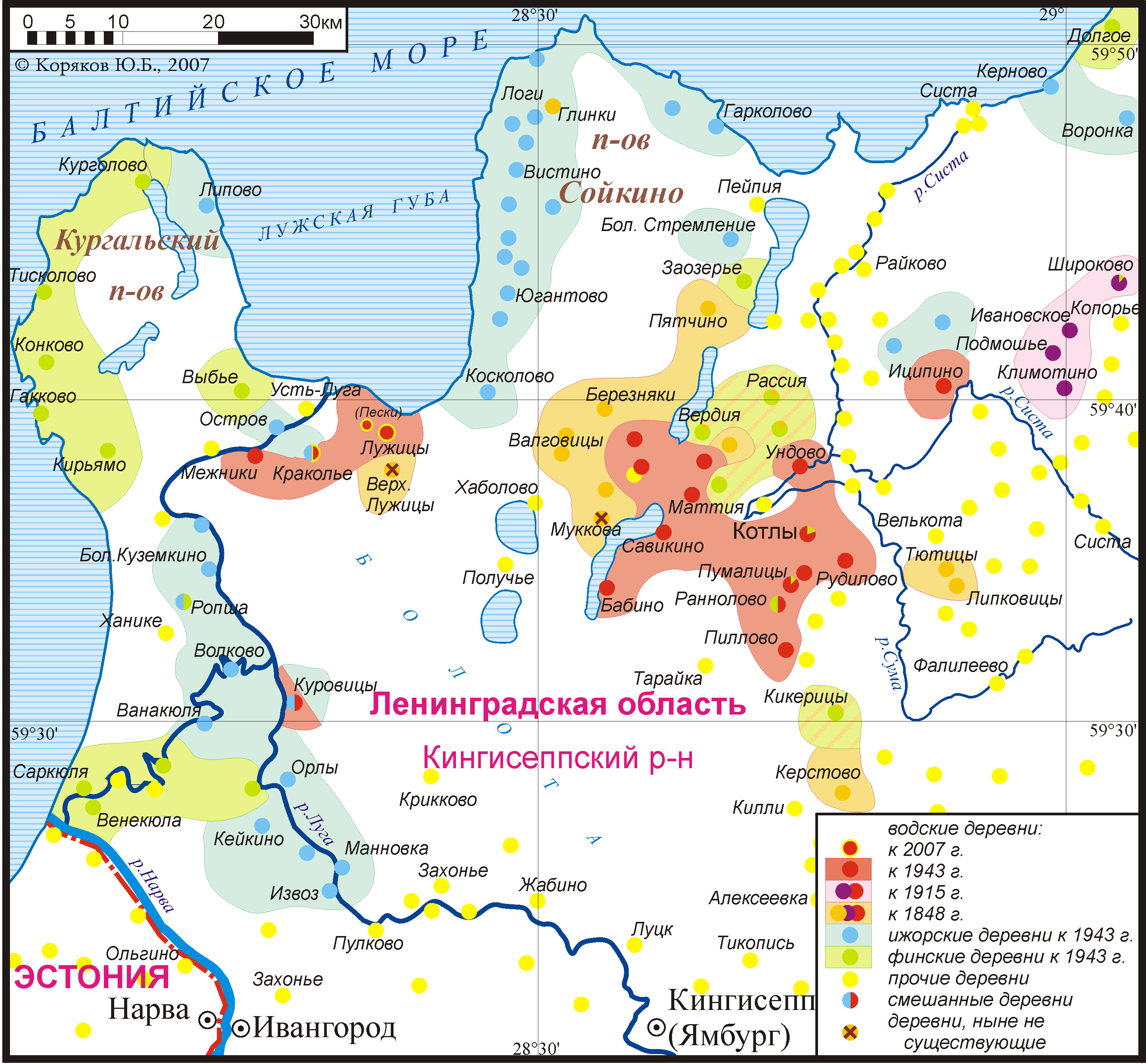
Harta satelor votiene, finlandeze și ingriene din vestul regiunii Leningrad

Teritoriul a fost recolonizat în secolul al XVIII-lea, după întemeierea orașului Sankt Petersburg. În ciuda acestui fapt, chiar și la începutul secolului al XIX-lea, locuitorii regiunii Sankt Petersburgului erau aproape exclusiv vorbitori de finlandeză. . Până la începutul secolului al XX-lea, existau două raioane mari cu cea mai mare proporție a populației finlandeze: partea Ingriei din Istmul Carelia și zona de la sud-vest de Sankt Petersburg, aproximativ de-a lungul liniei Peterhof - Krasnoe Selo - Gatcina. Au existat, de asemenea, o serie de regiuni mai mici în care populația ingriană a format majoritatea absolută. În restul teritoriului Ingriei, etnicii ingrieni conviețuiau fără probleme cu rușii și estoniii..
Până în secolul al XX-lea, finlandezii din Ingria  două subgrupuri subetnice principale - äyrämöisetii (rusă эвремейсы, transliterat: evremeisî) și savakotii (rusă савакоты, transliterat: savakotî). Potrivit studiilor lui Peter von Köppen, care a studiat geografia așezărilor ingriene la mijlocul secolului al XIX-lea, äyrämöisetii s-au stabilit pe Istmul Carelia (cu excepția părții de sud, imediat învecinată cu Sankt Petersburgul, și raionul Beloostrov finlandeză Valkeasaari) , în parohiile Tuutari, Tyuryo, Hietamyaki, Kaprio, Soikkola, Liissil , parțial Serepetta, Koprina și Skvoritsa. Savakotii s-au stabilit în alte regiuni din Ingria (parohiile Valkeasaari, Ryapyuvya, Keltto la nord de Neva, în vecinătatea Kolpino, regiunile Naziia și Mga, etc.). Un grup special au fost finlandezii-luteranii din raionul Lujinski (peninsula Kurgalski, satele Fedorovka și Kallivere) . Din punct de vedere numeric, savakoti s-au impus, după cum a aflat Köppen: din 72.354 de ingrieni, 29.375 erau äyrämöiseti  și 42.979 savakoti. Până la începutul secolului al XX-lea, diferențele dintre äyrämöiseti  și savakoti au fost estompat treptat, iar identitatea de grup a poporului ingrian s-a pierdut.
La începutul secolului al XIX-lea, a apărut un alt grup teritorial de ingrienilor – cel al siberienilor. În 1804, 26 de familii de țăranii ingrieni (77 de bărbați și 73 de femei) ai baronului von Ungern-Sternberg din satele finlandeze de pe cursul inferioare ale râului Luga, exilați pentru nesupunere în Siberia (satele Ilkino, Malaia Arsia, Bolșaia Arsia, Volkovo, Mertvițî, Fedorovskaia, Variva), au întemeiat satul Rîjkov în uezdul Omsk din gubernia Tobolsk, care a devenit treptat centrul de atracție pentru toți luteranii exilați - ingrieni, finlandezi, estonieni și letoni. Înainte de incendiul din 1846, aproximativ 900 de oameni locuiau în Rîjkov. Mai apoi, unii dintre coloniștii ingrieni satul Rîjkov au întemeiat două noi sate, Boiarka (uezdul Tiukalinski) și Bughene (uezdul Tarski). Fondarea de noi sate a continuat, ajungându-se la o duzină de localități noi.
Acest grup teritorial nu a fost niciodată desemnat ca fiind ingrian-finlandez. Dialectele vorbite de ingrienii siberieni și finlandezii exilați au avut diferențe semnificative. Dialectul ingrienilor siberieni a fost baza apropierii lor de estoni. Conform recensământul din 1926, numărul total de ingrieni siberieni și finlandezi siberieni a fost de 1.638 de persoane. De-a lungul secolului al XX-lea, numărul lor a scăzut și crescut în mod repetat. Creșterea a avut loc, în primul rând, datorită deportărilor. Scăderea numărului se explică prin procesele de asimilare și schimbarea forțată a naționalității în documente, deoarece mulți dintre ingrienii au fost înregistrați ca estonieni. Raioanele istorice de locuire a ingrienilor siberieni se găsesc în Regiunea Omsk (Bolșerecevsk, Bolșeukovsk, Znamensk, Kalachinsk, Krutinsk, Tarsk, Tiukalinsk) și în Regiunea Tiumen (Vikulovsk).
În 1917, aproximativ 160.000 de finlandezi locuiau în Ingria, atât localnici, cât și originari din Finlanda, dintre care aproximativ 140.000 erau  luterani. În timpul  Războiului Civil Rus, în zona de graniță cu Finlanda, care include un grup de sate sub denumirea generală „Kirjasalo”, refugiații din Ingria au format o entitate de stat efemeră Republica Ingriei de Nord. Republica, cu o suprafață de aproximativ 30 km2, s-a separat de fapt de Rusia Sovietică și a controlat o parte din uezdul Petrograd din 1919 până la 1920. După  amnistia adoptată printr-o declarație separată a delegației sovietice în timpul tratativelor  de pace de la Tartu, majoritatea refugiaților ingrieni s-au întors în Rusia Sovietică, dar unii dintre ei au rămas în Finlanda, sau s-au mutat în Estonia unde, conform recensământului din 1934, locuiau 1.088 de finlandezi ingrieni. Această singură încercare de autodeterminare națională făcută de ingrieni a servit ulterior drept pretext pentru ca  puterea sovietică să îi considere elemente nesigure.

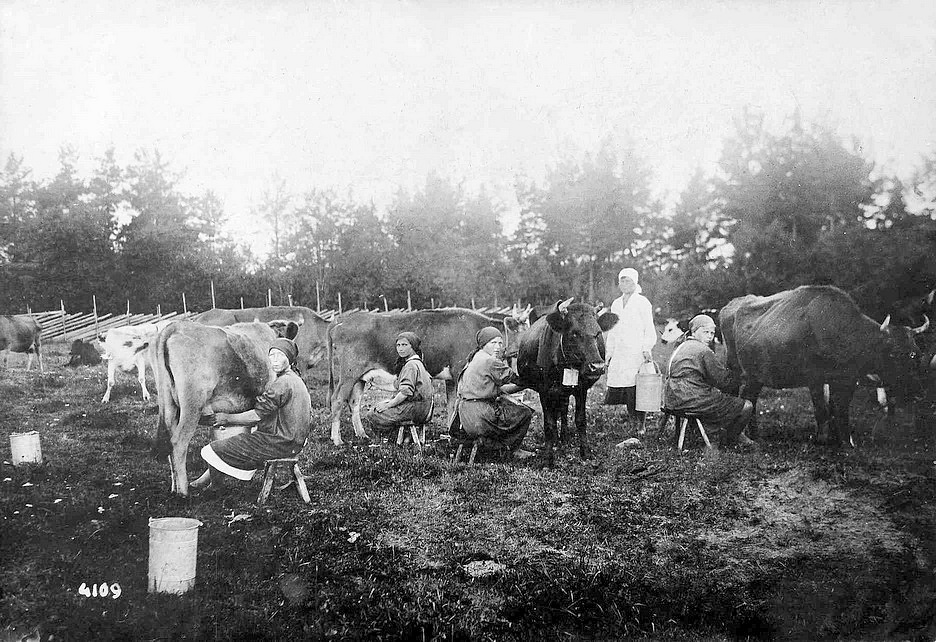
Colhozul național finlandez „Krasnaya Avloga” în satul Verhnie Nikuliasî (1936)

În 1926 existau 114.831 ingrieni, care ai fost numiți în acea perioadă „finlandezi din Leningrad”. În Leningrad și regiunea din jurul marelui oraș trăiau 11.053 de finlandezi orginari din Finlanda (3.940 în Leningrad și 7.113 în restul regiunii) . Ingrienii și finlandezii care locuiau în Ingria, supuși finlandezi și descendenții lor care au ajuns în regiune în secolul al XIX-lea, erau două grupuri separate de populație, diferențele dintre acestea fiind importante și nu exista aproape nicio comunicare între ele.
În perioada sovietică, în cadrul politicii „ indigenizare (korenizația)” de la sfârșitul anilor 1920 până la începutul anilor 1930, au fost create unități administrative naționale de nivel inferior în raioanele în care ingrienii finlandezi formau o populație compactă. În Istmul Carelia a fost format raionul național finlandez Kuivaisi (Кyйвози) (din anul 1936 Toksova (Токсово)), cu limba de administrare finlandeza. La mijlocul anilor 1930, a fost înaintat un proiect pentru crearea unui al doilea raion finlandez cu 11 soviete sătești, cu un centru în Taaitsa  (Тайцы) sau Tuutari / Duderhof (Дудергоф). Acest plan, însă, nu a fost niciodată pus în practică. În schimb, au fost înființate mai mult de șaizeci de soviete naționale sătești finlandeze. În perioada colectivizării agroculturii au fost create și câteva sute de colhozuri finlandeze, numărul acestora ajungând la 580 la începutul anului 1936..
Tot în această perioadă, învățământul în finlandeză a fost dezvoltat pe scară largă. Astfel, în anul școlar 1927-1928, au funcționat în regiunea Leningrad 261 de școli de nivelurile I și II cu predarea în limba finlandeză. În 1935, erau 313 școli cu predare în limba finlandeză în Leningrad și regiune omonimă. În total, 70% din populația școlară finlandeză a fost înscrisă în învățământ în limba națională, ceea ce a reprezentat o pondere foarte semnificativă în comparație cu alte minorități naționale (în cazul mordvinilor această cifră era de 36%, iar al calmucilor de numari 15%). În afară de școlile secundare, în regiunea Leningrad au funcționat și școli tehnice agricole, pedagogice și un colegiu pedagogic estono-finlandez. . În 1930, a fost deschisă o școală tehnică cooperatistă finlandeză în Leningrad. 
Ingrienii au posibilitatea să studieze la universitate în limba maternă pentru prima oară. În 1926, au fost create departamente finlandeze la  Universitatea de Stat din Leningrad și Universitatea Herzen . 
Cu toate acestea, în a doua jumătate a anilor 1930, a avut loc o întorsătură radicală în  politica națională]]: din 1938 s-a trecut la predarea în școli în limba rusă, iar în 1939 raionul național și sovietele finlandeze sătești au fost desființate. Raionul Toksova a fost inclus în raionul Pargolovo, iar sovietele sătești finlandeze au fost parțial incluse în cele învecinate și parțial transformate în soviete sătești obișnuite. În plus, toate parohiile luterane de pe teritoriul Ingriei istorice au fost închise în 1937-1938.

## Represiuni și deportări
De la începutul anilor 1930, ingrienii au fost supuși  represiunilor autorităților sovietice, rezultatul cărora a fost dispariția lor aproape completă din zonele de reședință tradițională în a doua jumătate a deceniului al cincilea. Se pot distinge cinci „valuri” de represiune împotriva ingrienilor. Trei „valuri” au avut loc înainte de război (în 1930-1931, 1935-1936 și 1937-1938), și încă două în timpul și după război: în 1941-1942 și 1944-1947.

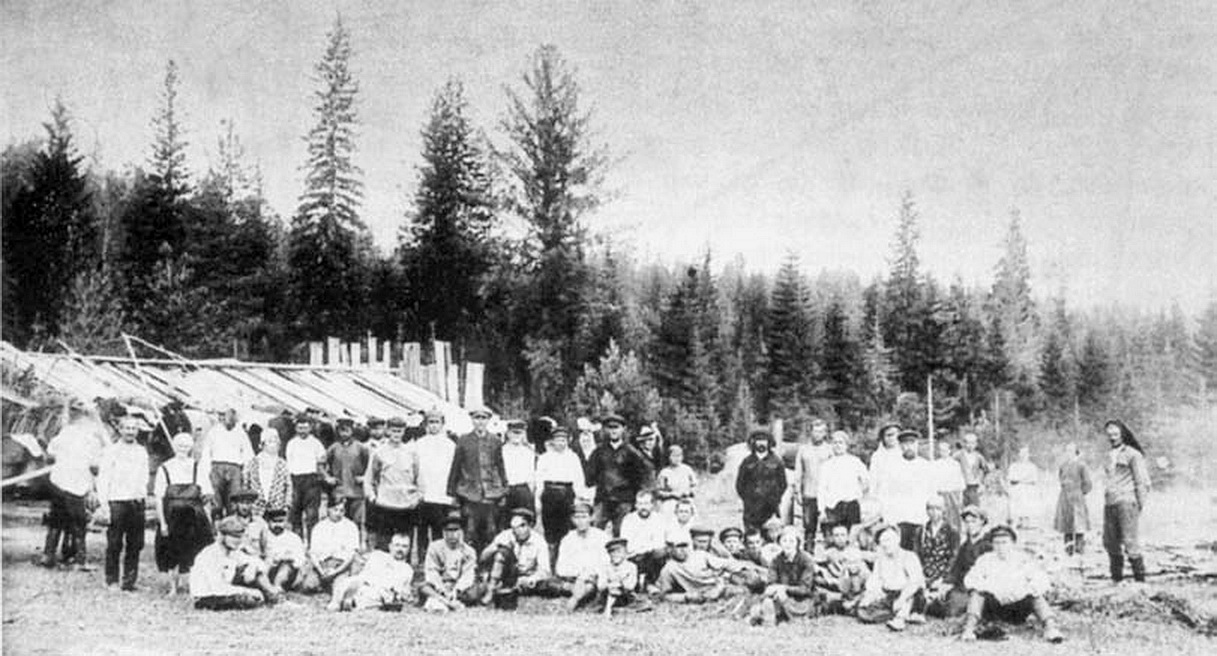
Poporul ingrien exilat în Munții Hibinî, anul 1932

### Primul val de represiuni
În 1930, a început colectivizarea agriculturii în Uniunea Sovietică. Fermele individuale au intrat treptat în colhozuri (de exemplu, în Keltto (Koltuși), la început, doar 8 familii din 100 au intrat în colhoz). În 1931, primele mari deportări au avut loc în Ținutul Krasnoiarsk, pe cursul fluviului Enisei, la  minele de aur. În a doua etapă, grupuri mari de oameni au fost trimise să lucreze în munții Hibinî, la construirea unui nou oraș,  Hibinogorsk (din 1934 - Kirovsk). Deciziile de deportare au fost justificate de lupta împotriva culacilor. Niciunul dintre cei deportați nu a știut dinainte destinația, iar oamenii nici nu au avut timp să coacă pâine pentru călătorie. De exemplu, locuitorii din Koltuși au primit un ordin de evacuare pe 12 decembrie 1931 seara târziu și au trebuit să plece la ora 8 dimineața a doua zi. Cei deportați își pierdeau de locuința, pământul, vitele, adică tot ce le putea oferi mijloace de subzistență. De cele mai multe ori, chiar mai înainte de deportare, autoritățile condamnau capii familiilor la diferite pedepse privative de libertate și îi trimiteau la muncă forțată în lagăre. Femeilor rămase singure le-a fost foarte greu să-și găsească de lucru și să întrețină familiile. În același timp, aproximativ o jumătate din suprafețele de teren agricol au rămas necultivate, iar cererile de alocare de loturi de pământ în folosință nu au primit niciun răspuns. Distribuirea de loturi de pământ a rămas nerezolvată pentru patru ani.
Din 8.604 familii de „chiaburi” deportate din Regiunea Leningrad în 1930-1931, 5.344 au fost deportate în Peninsula Kola, 337 în Urali, 1.269 în Siberia de Vest, 929 - în  Siberia de Est și 725 în Iakutia. A existat chiar și o școală finlandeză în Hibinogorsk pentru copiii  „coloniștilor speciali”. Unii dintre ei s-au înapoiat în locurile de baștină după 1931. În total, în perioada 1930-1931, 13% din numărul total de ingrieni din Regiunea Leningrad au fost deportați. În perioada 1932-1934, represiunile și deportările au fost suspendate temporar .

### Al doilea val de represiuni
În anul 1935 a avut loc al doilea val de expulzări, de această dată în exil intern . De exemplu, pe 6 aprilie 1935, locuitorilor din Koltuși li s-a ordonat să ia mâncare pentru de 6 zile și două câte perechi de lenjerie intimă. Gardienii i-au avertizat imediat că vor deschide focul asupra oricărei persoane care ar încerca să evadeze. Cei arestați au fost adunați în „casa populară” și li s-a explicat că au dreptul să ia cu ei un sac de cartofi de persoană și că trenul cu care vor fi transportați urmează să plece în șase zile. Fiecare a cincea familie a avut dreptul să ia un cal și o vacă. După aceea, s-a anunțat că din fiecare familie va fi luat un ostatic, în timp ce ceilalți se pregăteau să fie îmbarcați în vagoane. Pe 12 aprilie, toată lumea a ajuns la stația Melnicinîi Rucei (finlandeză Myllyoja). Potrivit unui martor ocular, trenul avea 35-40 de vagoane pline de oameni, cu excepția a trei vagoane pentru animale. În fiecare vagon au fost urcați 45 de persoane. Pe pereții laterali ai vagoanelor au fost montate priciuri pe trei niveluri, în centru era montată o sobă, în dreptul unei uși era o gaură în podea pentru nevoile fiziologice. În fiecare vagon au fost distribuite două găleți cu apă. Ușile au fost închise și sigilate imediat după ce s-au urcat toate persoanele. Pe exteriorul vagoanelor a fost scris cu vopsea „Coloniști voluntari”. Oamenii au fost nevoiți să doarmă în schimburi. La fiecare oprire într-o stație, gardienii izolau vagoanele, interzicând oricăror persoane să se apropie de tren. În stația   Samara, s-au schimbat soldații care asigurau paza trenului. Pe 26 aprilie, acest grup din Koltuș a ajuns la stația terminală  Sîrdaria, de unde au fost transportați în colhozul Pahta-Aral.
În primăvara anului 1935, a fost efectuată o operațiune de evacuare a „culacilor și elementelor antisovietice” din zonele de frontieră ale Regiunii Leningrad și Careliei. Operațiunea s-a desfășurat sub conducerea Comisarului poporului pentru afaceri interne Ghenrih Iagoda. Organizatorii ai acestei operațiuni au intenționat să evacueze 11.795 de persoane din regiunea de frontieră. Din textul instrucțiunilor lui Iagoda nu rezulta că deportarea trebuia efectuată pe criterii etnice, dar, în practică, întreaga populație finlandeză și estonă din regiunile de frontieră a fost înscrisă în rândul „elementelor antisovietice”. Încă din prima etapă a evacuărilor, până pe 25 aprilie, „planul” de deportare de „doar” 11.795 de oameni a fost depășit, adică au fost evacuate din zona de frontieră 22.511 de persoane din  5.100 de familii Dintre acestea, NKVD-ul a identificat doar 101 de familii de culaci, restul era reprezentați doar de țărani de rând. Istoricul rus Viktor Zemskov a descoperit că au fost evacuate 5.059 familii (23.217 persoane), din care 1.556 de persoane au fost trimise în Siberia de Vest, 7.354 în Regiunea Sverdlovsk, 1.998 în Kârgâzstan, 3.886 în Tadjikistan, 2.122 în Kazahstanul de Nord și 6.301 în Kazahstanul de Sud.

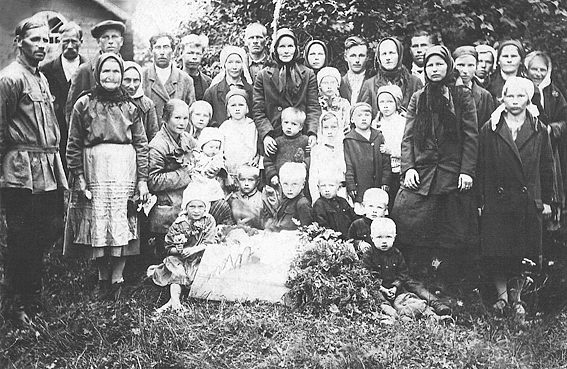
Ingrieni din parohia Vuole, evacuați în 1936

În 1936, la inițiativa comandantului Regiunii militare Leningrad, a fost mutată întreaga populație civilă din Istmul Carelia care locuia în vecinătatea Regiunii fortificate Careliene. Cei evacuați au fost mutați în grupuri mici în raioanele Babaievo și Kadui din actuala  Regiune Vologda. Deportările au continuat până în toamna anului 1936. Numărul total al ingrienilor deportați în anii 1935-1936 este estimat la 26-27 de mii de persoane.

### Al treilea val de represiuni
În 1937-1938, toate sovietele naționale sătești finlandeze din Ingria au fost desființate, toate parohiile luterane au fost lichidate, toate instituțiile, ziarele, revistele și școlile de limbă finlandeză au fost închise. Emisiunile radio în limba finlandeză au fost întrerupte. Teatrul finlandez din Leningrad a fost închis pentru că a devenit „o adunătură de agenți străini de informații” . Toate școlile din Ingria au fost transformate în instituții de învățământ cu predarea în limba rusă. Intelectualii ingrieni au fost arestați, exilați sau executați prin împușcare.
Pe 30 iulie 1937, a fost emis Ordinul NKVD Nr. 00447 Ordinul operațional al comisarului poporului pentru afaceri interne al URSS nr. 00447 „Cu privire la operațiunea de reprimare a foștilor culaci, criminali și alte elemente antisovietice”. Prin acest ordin a fost stabilit numărul planificat de persoane supuse represiunii în republici și regiuni. 
În Leningrad și Regiunea Leningrad, arestările în masă au început la 5 august 1937. Deși nu a fost emisă nici o directivă oficială privind începerea „operațiunii finlandeze”, NKVD-ul Leningradului și al regiunii au început să „curățe” terenul de finlandezi din proprie inițiativă încă din septembrie 1937. Până în noiembrie 1937, 434 de finlandezi (din care 68 originari din Finlanda) au fost împușcați în Leningrad și în regiunea omonimă.
„Din cele 1.602.000 de persoane arestate în 1937-1939 în temeiul articolelor politice ale codului penal, 346.000 de persoane erau reprezentanți ai minorităților naționale, dintre care 247.000 au fost împușcați ca spioni străini. Dintre „naționaliștii” arestați, grecii (81%) și finlandezii au fost executați mai des decât alții.”
La 14 decembrie 1937 a fost emisă Directiva NKVD privind extinderea represiunii după exemplul „liniei letone” la finlandezi, estoni, lituanieni și bulgari. La 31 ianuarie 1938, Biroul Politic al Comitetului Central al Partidului Comunist a adoptat o rezoluție privind extinderea „operațiunii de înfrângere a contingentelor de spionaj și sabotaj” din rândul minorităților naționale, inclusiv a finlandezilor. 
Într-o singură zi, 1 noiembrie 1938, 87 de finlandezi au fost împușcați în Leningrad „pe motive naționale”. Un total de 10.598 de persoane au fost condamnate pe „linia finlandeză”.
Informațiile despre numărul total de ingrienilor și finlandezilor din Ingria, victime ale represiunii din anii 1930, sunt foarte contradictorii. Potrivit surselor finlandeze, este vorba de 50-60 de mii de oameni, dintre care aproximativ 25% au murit. Pe baza recensămintelor populației și ținând cont de creșterea naturală a populației, numărul total de ingrieni deportați și supuși altor tipuri de represiune în anii 1930 este estimat la aproximativ 35-40 de mii de persoane.

### Al patrulea val de represiuni
În timpul  Marelui Război Patriotic, prin rezoluția Sovietului Militar al Frontului Leningrad Nr. 196ss din 26 august 1941, etnicii finlandezi și  germani din zonele suburbane ale Leningradului au fost evacuați obligatoriu în Republica Autonomă Sovietică Socialistă Komi și Regiunea Arhanghelsk. Până pe 8 septembrie 1941, autoritățile au reușit să evacueze aproximativ 3,000 de oameni. Decretul a fost emis cu doar câteva zile înainte ca toate căile de comunicație terestre care legau periferia Leningradului de lumea exterioară să fie tăiate de trupele germane. Rezoluția Sovietului Militar al Frontului Leningrad nr.00714 din 20 martie 1942 a repetat cererea de evacuare obligatorie a populației finlandeze și germane. Rezoluția s-a bazat pe Decretul  Prezidiul Sovietului Suprem al URSS din 22 iunie 1941 „Cu privire la legea marțială”, care dădea autorităților militare dreptul să „interzică intrarea și ieșirea în zonele declarate de legea marțială sau din punctele lor individuale a persoanelor recunoscute ca periculoase din punct de vedere social, atât pentru activitățile lor criminale, cât și pentru legăturile lor cu mediul infracțional”.
Viktor Zemsko a arătat că 44.737 de locuitori ingrieni au fost evacuați, dintre care 17.837 au fost plasați în Ținutul Krasnoiarsk, 8.267 în Regiunea Irkutsk, 3.694 în  RASS Iacută, 3.602  în regiunea Omsk, iar restul în regiunile  Vologda și  Kirov. Deportații au fost mai apoi împărțiți în „exilați” și „coloniști speciali”. În cazul primilor, ei erau exilați pentru o anumită perioadă de timp. În cazul celor din a doua categorie, ei erau  exilați administrativ „pentru totdeauna”. La sosirea la locul de instalare, ingrienii au fost înregistrați în așezări speciale, li s-au eliberat acte de identitate (pașapoarte interne) cu bandă roșie pe prima pagină. Nu a existat un decret special privind înscrierea lor în categoria coloniștilor speciali, prin urmare NKVDiul a propus toate persoanele de naționalitate finlandeză care au fost relocate în 1942 „... să se fie radiați din registre și să nu ia în considerare statul de coloniști speciali, lăsându-i în același timp să trăiască în RASS Iakută... ca fiind deportați administrativ”. Cu toate acestea, pe 29 decembrie 1944, NKVD a emis ordinul nr. 274, conform căruia toți finlandezii evacuați au primit statutul de coloniști speciali.
După încheierea Marelui Război Patriotic, regimul special de colonizare a fost ridicat pe 12 ianuarie 1946, dar guvernul a interzis finlandezilor să se întoarcă pe teritoriul Regiunii Leningrad. Prin decretul guvernului sovietic din 11 februarie 1949, finlandezilor li s-a permis să intre doar pe teritoriul Careliei, învecinate cu Regiunea Leningrad, sau, în cea mai mare parte, să se reptrieze în Finlanda. Ca urmare a implementării acestei hotărâri, Carelia a devenit unul dintre cele mai mari trei centre de locuire pentru finlandezii sovietici. Acest decret a fost anulat printr-o hotărâre a Biroului Comitetului Central al Partidului Comunist al RSS Carelo-Finică „Cu privire la o modificare parțială a decretului Biroului Comitetului Central al Partidului Comunist și a Consiliului de miniștri ai RSS Carelo-Finică din 1 decembrie 1949”, pe baza cărora chiar și persoanele care s-au mutat în Carelia au început să fie evacuate din zonele de frontieră.

### Al cincilea val de represiuni
După semnarea acordului de armistițiu sovieto-finlandez, ingrienii care fuseseră mutați de autoritățile germane de ocupație în Finlanda, au fost repatriați în URSS. În conformitate cu rezoluția Comitetului de Apărare de Stat al URSS Nr. 6973ss din 19 noiembrie 1944, cei repatriați nu au fost trimiși în Regiunea Leningrad, ci în cinci regiuni învecinate:  Pskov,  Novgorod,  Kalinin,  Velikie Luki și  Iaroslavl. Ordinul guvernului sovietic nr. 13925 din 19 septembrie 1945 a permis intrarea în Regiunea Leningrad numai a „Familiile de militari din Ingria participanți la Războiul Patriotic”, precum și a repatriaților nefinlandezi. Majoritatea repatriaților finlandezi au ales să părăsească zonele care le-au fost alocate pentru stabilire. Unii au încercat să se întoarcă în Ingria cu acte false, alții au plecat în Estonia și Carelia.
În ciuda interdicțiilor, un număr semnificativ de finlandezi s-a întors în Regiunea Leningrad după război. Conform datelor oficiale, până în mai 1947, pe teritoriul Leningradului și al Regiunii Leningrad locuiau 13.958 de finlandezi, care au sosit atât în ilegal, cât și cu permisiunea oficială. În conformitate cu decretul Consiliului de Miniștri al URSS nr. 5211ss din 7 mai 1947 și cu decizia Comitetului Executiv al Regiunii Leningrad nr. 9ss din 11 mai 1947, finlandezii care s-au întors neautorizat în regiune au fost obligați să se întoarcă la locurile de reședință anterioară. Conform ordinului Consiliului de Miniștri al URSS nr. 10007рс din 28 iulie 1947, aceeași soartă a avut-o și finlandezii, care au trăit în Regiunea Leningrad fără pîntrerupereauză pe toată perioada ocupației. Doar următoarele categorii de ingrieni li s-a permis să rămână în regiunea Leningrad:
а) participanților la Marele Război Patriotic, care au distincții guvernamentale, și familiilor lor; 
b) membri ai familiei militarilor care au murit pe fronturile Marelui Război Patriotic;
c) mobilizații în „armata muncii” și alte persoane au primit ordine și medalii ale Uniunii Sovietice și membrii familiilor lor; 
d) membri ai Partidului Comunist și aspiranții la statutul de membru de partid și familiile acestora; 
e) membrii de familie în care capul familiei este rus și
f) vârstnici dizabilități evidente, care nu au rude. 
Numărul total de persoane din aceste categorii a fost de 5.669 de persoane în Regiunea Leningrad și de 520 în Leningrad.
Potrivit statisticilor prezentate la al VI-lea Congres mondial al slaviștilor din 2000, aproape jumătate dintre ingrieni, adică aproximativ 65 de mii de oameni, a murit din cauza represiunilor staliniste din anii 1930-1940. Un alt rezultat important al politicii represive a autorităților sovietice în raport cu ingrienii a fost împărțirea regiunii lor continue de locuire în trei zone mari și mai multe mici, separate geografic. Chiar și la nivelul celor mai mici unități administrative, ingrienii nu doar că nu au mai constituit nicăieri majoritatea, dar nu mai sunt nici măcar o minoritate semnificativă. Această „dizolvare” în mediul rus a stimulat în mare măsură procesele de  asimilare și aculturație a ingrienilor, ceea ce a dus la o reducere rapidă a numărului lor, care pare să fi devenit un proces ireversibil. În plus, evenimentele Marelui Război Patriotic, precum Blocada Leningradului și locuirea de lungă durată în teritoriul ocupat), au provocat pagube demografice uriașe. Cu toate acestea, principala cauză a „accelerării” bruște a proceselor de asimilare a fost dezmembrarea forțată a teritoriului de locuire al ingrienilor, acțiune care nu a fost niciodată inversată în perioada postbelică..

## Soarta poporului ingrian care au trăit în teritoriul ocupat
În timpul  Marelui Război Patriotic, până la două treimi din populația ingriană au ajuns în toamna anului 1941 să locuiască în teritoriul ocupat de trupele naziste. Dacă aici au funcționat școlile în limba finlandeză și biserica, condițiile de viață au fost grele și lipsurile de alimente erau mari. În a doua jumătate a lunii noiembrie 1941, autoritățile germane au introdus cartele de rație alimentare. Pe 9 decembrie, ambasadorul Germaniei Wipert von Blücher a cerut Finlandei să accepte să primească 50 de mii de ingrieni. Finlanda nu era pregătită insă pentru acest transfer la momentul respectiv.
Aproximativ 30 de mii de ingrieni s-au aflat în interiorul regiunii Leningradului asediat, atât în oraș, cât și în zona învecinată, împărtășind toate greutățile blocadei. În plus, ingrienii erau considerați potențiali membri ai „ coloanei a cincea”, iar prin decizia conducerii locale, în iarna și primăvara anului 1942, 28 de mii de oameni au fost evacuați din orașul asediat. Ei au fost transportați cu camioanele pe gheața Lacului Ladoga și apoi pe calea ferată până în Siberia. Aproximativ o treime dintre coloniștii speciali au murit pe drum. Apoi au fost duși de-a lungul râului Lena  până pe litoralul nelocuit al Mării Laptev.

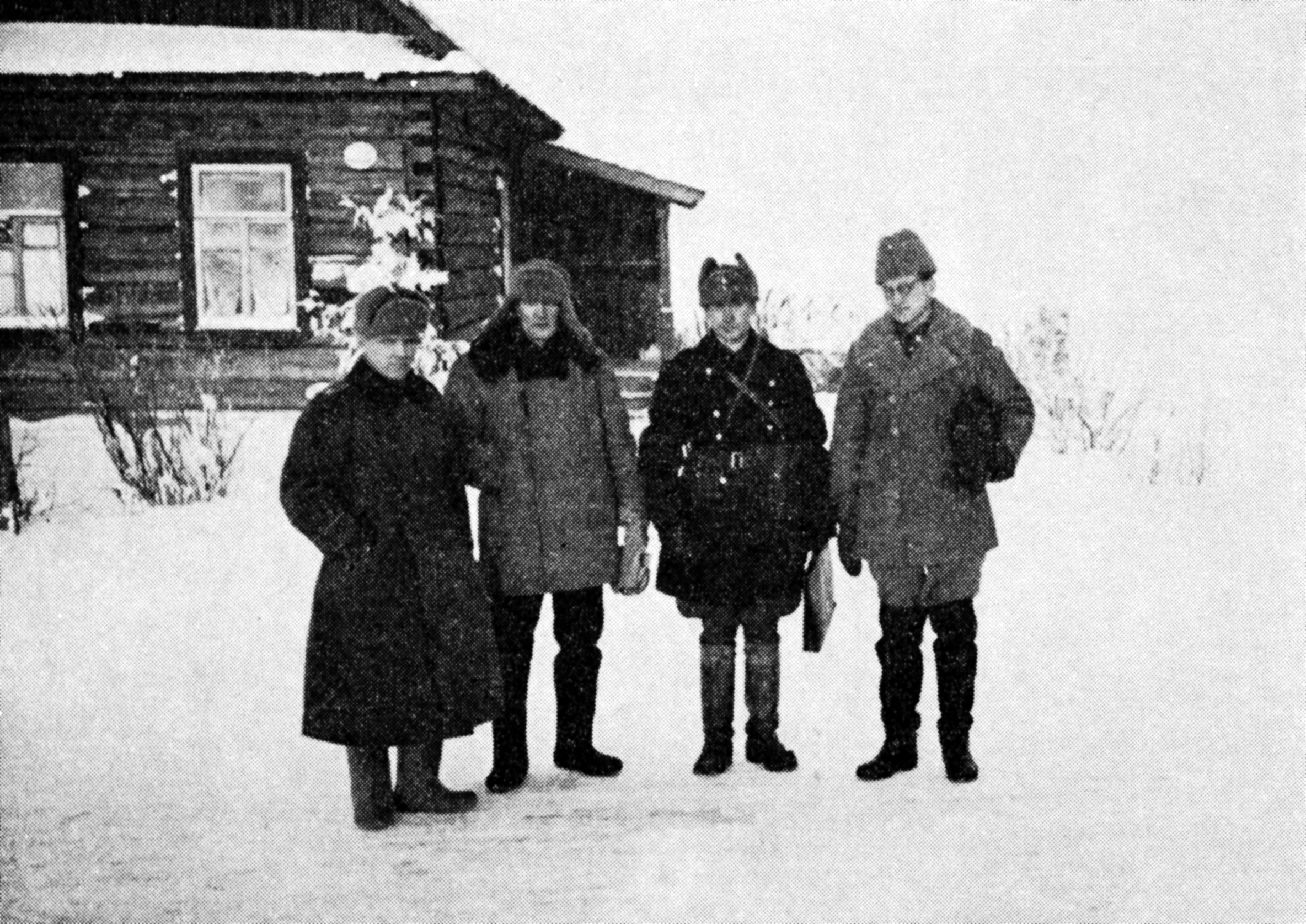
Comisia specială pentru afaceri ingriene, anul 1942

Aprovizionarea cu alimente a populației a continuat să se deterioreze pe teritoriul ocupat de germani. Chiar și din zonele neatinse de ostilități, foametea i-a forțat pe oameni să plece în taberele de refugiați și mai departe în Estonia. La 20 ianuarie 1942, șeful  ZiPo (Poliția de Securitate) și  SD (Serviciul de Securitate)  al  Reichskommissariatului Ostland,  brigadeführerul SS Walter Stahlecker, a încercat să convingă Finlanda să accepte pe teritoriul ei refugiații ingrieni care erau amenințați de foamete. Finlanda a trimis o comisie specială pentru a studia situația din Ingria, sub conducerea consilierului consiliului școlar Lauri Pelkonen, care a inclus: pastorul Juhani Jaskelainen, reprezentantul poliției Kaarlo Stendal și fostul președinte al Comitetului interimar al Ingrie de Nord, căpitanul Jukka Tirranen din regiunea militară din Carelia Răsăriteană. La întoarcere, comisia a confirmat situația periculoasă în care se găseau cei 6.000 de finlandezi care locuiau în apropierea liniei frontului și a propus evacuarea lor în Estonia. Alte 10 mii de oameni au avut nevoie de ajutor la fața locului, iar numărul total al celor aflați în nevoie a fost de 40-50 de mii. Pe baza acestui raport, Ministerul Afacerilor Externe al Finlandei l-a informat pe ambasadorul Germaniei Wipert von Blücher despre situația din regiune. Între timp, în primăvara anului 1942, situația alimentară s-a deteriorat și în Finlanda. 183.000 de locuitori din Carelia, care au fost strămutați din regiunile cedate Uniunii Sovietice după încheierea războiului sovieto-finlandez, intenționau să se întoarcă pe pământurile lor natale, care au devenit din nou parte a Finlandei. Guvernul finlandez a început să privească mai favorabil posibila relocare a ingrienilor în țară, iar ambasadorul finlandez la Berlin, Toivo Kivimäki s-a oferit să transporte 10 mii de țărani estoni sau ingrieni dintre cei douăzeci de mii, care erau deja în Estonia .

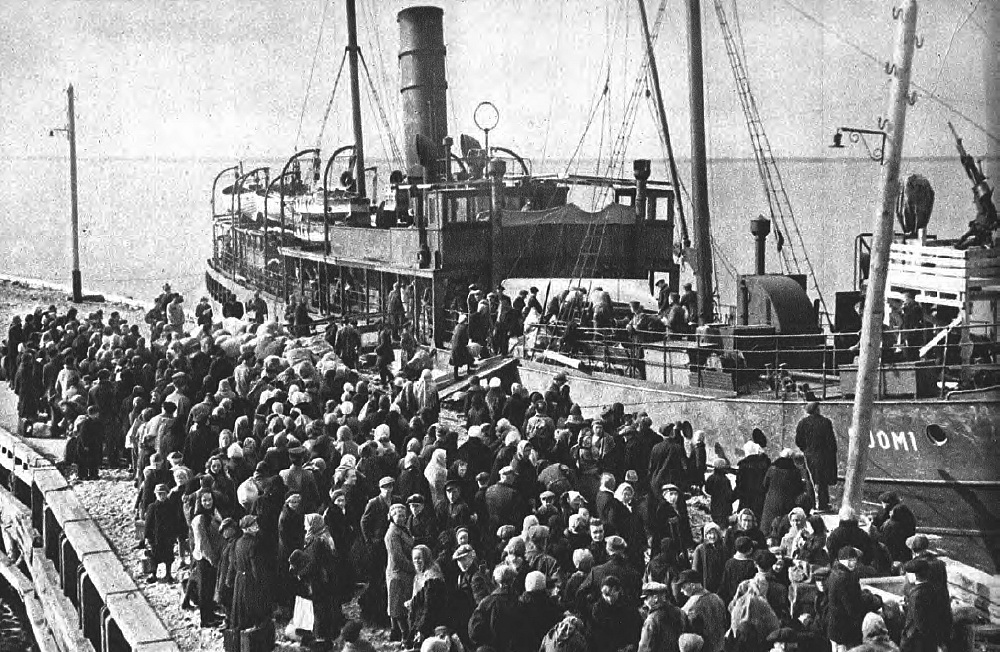
Îmbarcarea ingrienilor pe vaporul Suomi (1943)

Mutarea populației din Ingria în Finlanda și Estonia a fost în conformitate cu planurile conducerii  Germaniei Naziste. Conform planului  „Ost”, 350 de mii de coloniști germani ar fi trebuit să fie relocați pe teritoriul regiunii Leningrad în decurs de 25 de ani. În același timp, populația locală trebuia să fie expulzată sau distrusă. Când lipsa forței de muncă din Finlanda a devenit acută, guvernul de la Helsinki a luat în considerație primirea a 40.000 de ingrieni ca forță de muncă. În această perioadă însă, poziția Germaniei s-a schimbat. Înaltul Comandament al Forțelor Terestre (Wehrmacht) și  Ministerul Teritoriilor Răsăritene s-au opus transferului unui număr atât de mare de ingrieni. La 23 ianuarie 1943, Ministerul German al Afacerilor Externe și-a anunțat acordul pentru transferul al maximum 12.000 de persoane. Pe 5 februarie 1943, guvernul german, plecând în primul rând de la interesele sale politice, a fost de acord cu transferul a 8.000 de bărbați apți de muncă împreună cu familiile lor. Pentru organizarea transferului, pe 25 februarie 1943, așa-numita Comisie Halen s-a deplasat la Tallinn.
Primii voluntari au pornit pe 29 martie 1943 din tabăra Klooga. Trei sute de oameni au fost transportați cu vaporul „Aranda” din portul Paldiski. Ulterior, oamenii au fost trimiși în tabăra Hanko o dată la 2-3 zile. La începutul lunii aprilie, vaporul „Suomi”, care ar putea lua la bord 450 de pasageri, a fost folosit pentru transport. În iunie, li s-a alăturat o a treia navă – dragorul de mine „Louhi”, deoarece principala problemă în timpul trecerii pe mare au fost minele. În toamnă, transporturile pe timp de noapte au fost oprite din cauza activității sporite a aviației sovietice. Mutările au fost voluntare și s-au bazat pe propunerile Comisiei Pelkonen de mutare în principal a celor care locuiau zonele din apropierea liniei frontului. Până la jumătatea lui octombrie 1943, 20.000 de oameni au fost transportați în Finlanda .
În așteptarea ofensivei sovietice de lângă Leningrad, Comisariatul General Estonia (germană  Generalbezirk Estland), care făcea parte din Reichskomisariatul Ostland, și comanda Grupului de armate Nord au început o evacuare forțată accelerată a teritoriilor Ingriei la mijlocul lunii octombrie, în ciuda acordurilor anterioare cu Finlanda privind relocarea voluntară. Acordul de realizare a operațiunii deja începute a fost semnat retroactiv, la începutul lunii noiembrie 1943. În timpul celei de-a doua etape a operațiunii, peste 38.000 de oameni au fost transportați și au traversat Golful Finlandei. În total, puțin peste 63.000 de persoane au fost trimise în Finlanda, dintre care 50.800 erau femei și copii.
| Provincii     | 15.07.1943 | 15.10.1943 | 15.11.1943 | 31.12.1943 | 30.01.1944 | 31.03.1944 | 30.04.1944 | 31.05.1944 | 30.06.1944 | 31.07.1944 | 31.08.1944 | 30.09.1944 | 31.10.1944 | 30.11.1944 |
| ------------- | ---------- | ---------- | ---------- | ---------- | ---------- | ---------- | ---------- | ---------- | ---------- | ---------- | ---------- | ---------- | ---------- | ---------- |
| Uusimaa       | 1.861      | 3.284      | 3.726      | 5.391      | 6.617      | 7.267      | 7.596      | 8.346      | 8.519      | 8.662      | 8.778      | 8.842      | 8.897      | 8.945      |
| Turku și Pori | 2.541      | 6.490      | 7.038      | 8.611      | 10.384     | 12.677     | 14.132     | 15.570     | 16.117     | 16.548     | 16.985     | 17.067     | 17.118     | 17.177     |
| Häme          | 2.891      | 5.300      | 5.780      | 7.668      | 9.961      | 10.836     | 11.732     | 12.589     | 12.932     | 13.241     | 13.403     | 13.424     | 13.589     | 13.690     |
| Viipuri       | 259        | 491        | 591        | 886        | 1.821      | 2.379      | 2.975      | 3.685      | 3.916      | 3.904      | 3.456      | 3.285      | 3.059      | 2.910      |
| Mikkeli       | 425        | 724        | 842        | 1.780      | 2.645      | 3.402      | 3.451      | 3.837      | 3.950      | 3.970      | 4.124      | 4.186      | 4.159      | 4.156      |
| Kuopio        | 488        | 824        | 921        | 2.008      | 3.036      | 4.214      | 4.842      | 4.962      | 5.059      | 5.098      | 5.043      | 5.068      | 5.060      | 5.002      |
| Vaasa         | 925        | 2.056      | 2.208      | 2.567      | 4.533      | 5.636      | 6.395      | 6.804      | 7.045      | 7.146      | 7.227      | 7.160      | 7.344      | 7.429      |
| Oulu          | 172        | 552        | 746        | 680        | 2.154      | 2.043      | 2.422      | 2.438      | 2.530      | 2.376      | 2.488      | 2.473      | 2.474      | 2.472      |
| Laponia       | 5          | 10         | 14         | 94         | 385        | 1.301      | 1.365      | 1.408      | 1.395      | 1.626      | 1.626      | 1.594      | 1.527      | 1.430      |
| Total         | 9.567      | 19.731     | 21.866     | 29.685     | 41.536     | 49.755     | 54 910     | 59.639     | 61.463     | 62.571     | 63.130     | 63.119     | 63.227     | 63.211     |

## După război
Peste 63.000 de ingrieni au fost mutați în Finlanda în timpul războiului . În septembrie 1944, în timpul negocierilor pentru semnarea  armistițiului, Uniunea Sovietică a cerut Finlandei să returneze toți cetățenii sovietici estoni și ingrieni. În toamna anului 1944, 55.000 de oameni, crezând în promisiunile autorităților sovietice, au fost de acord să se întoarcă în URSS lor, fără să știe că, în același timp, autoritățile din Regiunea Leningrad repartizau casele și clădirile abandonate de ingrieni coloniștilor ruși. Trenurile cu ingrieni au fost preluate imediat după trecerea frontierei sub pază de unități ale Ministerului de Interne. Repatriații nu au fost trimiși în localitățile lor de origine, ci în regiunile Pskov, Kalinin, Novgorod și Iaroslavl. Autoritățile sovietice i-au considerat pe ingrieni elemente nesigure, care au plecat voluntar în străinătate.
Mulți repatriați au încercat mai apoi să se întoarcă la casele lor și chiar au primit permisiunea pentru aceasta de la autoritățile centrale, dar coloniștii care le-au ocupat casele s-au opus întoarcerii ingrienilor și au împiedicat acest lucru cu sprijinul autorităților locale. 
În total, până în martie 1946, conform unui raport guvernamental, fuseseră repatriați 43.246 de ingrieni și 4.705 finlandezi de origine non-ingriană.

Familie ingriană care a reușit să se reîntoarcă la casa părintească din satul Malîe Borniți după deportare

Ministerul Afacerilor Interne al URSS a emis pe 21 mai 1947 ordinul secret nr.00544 „Cu privire la măsurile de îndepărtare din orașul Leningrad și Regiunea Leningrad a cetățenilor finlandezi și a ingrienilor repatriați din Finlanda”, care interzicea finlandezilor și ingrienilor să locuiască în suburbiile Leningradului. Întoarcerea în locurile natale a devenit posibilă abia după moartea lui Stalin. Prin ordinul Ministerului Afacerilor Interne din 23 aprilie 1954, ingrienii nu au mai fost supuși articolului 38 din „Regulamentul privind sistemul de pașapoarte”, care le limita nu numai locurile de reședință, dar și dreptul să studieze în instituțiile de învățământ de nivel mediu și superior. Cu toate acestea, întoarcerea în masă a ingrienilor la casele lor nu a avut loc. În 1958, au fost introduse di nou pentru ei restricții cu privire la stabilirea reședinței. În plus, mulți au reușit să își edifice o viață prosperă în locuri noi. Cele mai mari comunități de ingrieni s-au format în Estonia și Carelia, dar acestea au rămas o minoritate națională dispersată și redusă din punct de vedere numeric.
Conform recensământul din 1926, peste 13.000 de finlandezi și aproximativ 115.000 de ingrieni locuiau în Gubernia Leningrad, dar, în 1989, conform recensământului din acel an, dor 12.000 de finlandezi și ingrieni mai locuiau în Regiunea Leningrad (în regiunea Pskov se mai găseau încă 658 de finlandezi ingrieni, iar în Regiunea Novgorod, 601 persoane).
Copii ingrieni născuți după război nu au avut posibilitatea să studieze la școală în limba lor maternă (dialectul finlandez ingrian) și chiar și în familie limba de comunicare a fost rusa, drept urmare un număr mic de oameni mai vorbește ingriana, iar finlandeza este studiată ca limbă străină.

## Reabilitarea
În 1993, Sovietul Suprem al Federației Ruse a emis o rezoluție privind reabilitarea finlandezilor ruși. Toți cei supuși represiunilor, chiar și copiii născuți în familiile evacuate, au primit certificate de reabilitare și de „încheiere a cazului”. 
De fapt, acesta reabilitarea a fost doar declarativă - decretului i-a lipsit un mecanism de traducere în viață, totul a fost încredințat autorităților locale și a apărut o contradicție de nerezolvat: „măsurile pentru strămutarea și așezarea finlandezilor ruși care s-au întors la locurile lor de reședință tradițională... ar trebui să fie efectuată fără să le aducă cetățenilor rezidenți pe teritoriile respective vreo atingere a drepturilor și intereselor lor legitime.” Această prevedere i-a lipsit de fapt pe cei reabilitați de șansa de a-și primi casa sau pământul înapoi.

## Repatrierea
În 1990, finlandezilor ingrieni li s-a acordat dreptul de repatriere în Finlanda. Inițiatorul acestei decizii a fost președintele Mauno Koivisto, care a declarat că a fost îndemnat să facă acest lucru de „simpatia simțită pentru suferința îndelungată a finlandezilor ingrieni”. Singura condiție pentru repatriere a fost indicarea cetățeniei finlandeze în actul de identitate sau certificatul de naștere al solicitantului sau al unuia dintre părinții acestuia. În următorii 20 de ani, aproximativ 30 de mii de oameni au emigrat în Finlanda în cadrul acestui program, în timp ce, totuși, nu se știe câți dintre ei erau de fapt ingrieni și câți erau membri ai familiilor lor de alte naționalități, deoarece Finlanda nu păstrează evidențe ale populației pe baza etniei. Conform unei estimări din 2002, în Finlanda trăiau 16.500 de ingrieni. Unii dintre cetățeni ingrieni din Finlanda și-au păstrat și cetățenia rusă . 
Cererile de repatriere au fost închise pe 1 iulie 2011, un permis de ședere în Finlanda putea fi solicitat până pe 1 iulie 2016. Această restricție nu se aplică persoanelor care au locuit în Finlanda în perioada 1943-1945 (persoane strămutate) sau au servit în armata finlandeză în 1939-1945. Emigrarea ingrienilor în Finlanda și reîncorporarea lor în etnia finlandeză este o alternativă la asimilarea și aculturația în spațiul post-sovietic, dar aduce același declin cantitativ ca și rusificarea sau estonizarea.
Ingrienii din Finlanda sunt considerați o etnie specială, a cărei patrie este Ingria. Majoritatea finlandezilor îi consideră pe ingrienii ca vorbitori nativi ai limbii ruse care s-au mutat din fosta URSS și aproape în unanimitate îi consideră etnici ruși , ceea ce îi pune la egalitate cu imigranții mai puțin dezirabili. Pentru ingrieni, o astfel de atitudine este neașteptată, deoarece se consideră, cel puțin parțial, finlandezi, iar în URSS și Rusia, înainte de emigrare, erau considerați finlandezi.
În presa finlandeză modernă, ingrienii sunt adesea definiți ca foști cetățeni sovietici, a căror etnie (sau etnia strămoșilor lor) fusese indicată în actele de identitate ca „finlandeză”, în timp ce semnele „identificării etnice” sunt conștiința națională finlandeză și cunoașterea limbii finlandeze. Mutarea lor în Finlanda pentru reședința permanentă este interpretată în mass-media ca o repatriere, deși însăși apariția finlandezilor ingrieni ca etnie separată a avut loc în Ingria și datează din secolul al XVII-lea.

## Chestiunea națională

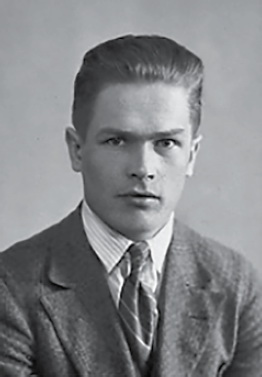
Scriitorul Juhani Konkka

Ar trebui ingrienii, vechii locuitori de pe coasta de sud a  Golfului Finlandei și  Istmului Carelia, să fie considerați o etnie diferită de finlandezii care au emigrat mai târziu din diferite regiuni ale Finlandei?. Întrebarea dacă ingrienii au devenit o etnie independentă ca urmare a izolării etnoculturale de finlandezi este discutabilă, cu toate acestea, ei pot fi considerați pe bună dreptate populația indigenă din nord-vestul Rusiei .
Intelectualii ingrieni s-au întrebat la sfârșitul secolului al XIX-lea și începutul secolului al XX-lea cum putea fi definită comunitatea lor etnică – ca un popor independent cu propria sa cultură, sau o parte din etnia finlandeză?
Astfel, învățatul ingrian Pietari Toikka a publicat un articol în 1887 în ziarul „Inkeri”: „Avem propria noastră istorie?”. În 1908, o discuție similară pe tema „Unde este patria ingrienilor?” organizată de ziarul „Neva”, a ajuns la concluzia că patria ingrienilor nu este în Finlanda. În ciuda faptului că ziarele se aflau în conflict, ambele i-au considerat  pe ingrieni o comunitate etnică separată.
Clasicul literaturii ingriene Juhani Konkka  descrie identitatea națională a ingrienilor în romanul său autobiografic „Luminile Peterburgului”: 
„După călătorie [în Finlanda] mi s-au deschis ochii și am văzut că nu suntem deloc finlandezi. Trăim la granița a două lumi, între Est și Vest și, prin urmare, în fiecare dintre noi se află atât un finlandez, cât și un rus. De asemenea, onorăm încă vechile valori finlandeze,... suntem sinceri, nu înșelam, nu furăm, nu luăm niciodată mită și așa mai departe, dar orice altceva în noi este rusesc.”
În prezent, dualitatea poziției finlandezilor ingrieni se manifestă prin faptul că, pe de o parte, ei, alături de alți reprezentanți ai diasporei finlandeze, sunt reprezentați în „ Parlamentul Finlandezilor Străini”, iar pe de altă parte, împreună cu delegațiile maghiarilor, estonilor, carelienilor, finlandezilor și alte naționalități participă la lucrările „Congresului Mondial al Popoarelor Fino-Ugrice” în calitate de etnie independentă de etnie independentă. Prin urmare, întrebarea națională în acest moment este ingrienii face parte din diaspora finlandeză sau sunt un popor independent?
Potrivit etnografului A. V. Kriukov, „Dubla conștiință etnică a finlandezilor din Ingria creează o ambiguitate în mișcarea națională și necesită o alegere din partea liderilor și a fiecărei persoane: cine sunt finlandezii din Ingria? Sau este un grup de finlandezi propriu-zis - atunci înainte către Finlanda. Ingria este atunci pierdută, poți apoi să uiți de ea. Sau este un popor independent - atunci este posibil să păstrezi finlandezii ingrieni în patria lor, chiar și sub forma unui grup foarte mic”.
Președintele organizației ruse a finlandezilor din Ingria „Inkerin Liitto”, A. I. Kiryanen, declară cu privire la acest subiect:
„Finlandezii suomi și finlandezii inkeri sunt două ramuri ale aceluiași trunchi finlandez, cu propriile lor dialecte. Două popoare înrudite, apropiate cultural și egale. Pe baza celor de mai sus, se poate afirma: finlandezii inkeri sunt un mic popor indigen, format istoric pe teritoriul Federației Ruse.”

## Evoluția numerică a populației de finlandezi ingrieni
În conformitate cu datele recensământul din 1897, în Rusia erau 143.000 de finlandezi, în principal ingrieni. Recensământul din 1926 i-a numărat pentru prima și ultima dată separat etnicii finlandezi și ingrieni din URSS. În Regiunea Leningrad (excluzând okrugul Murmansk) locuiau 114.831 ingrieni (2.813 în Leningrad și 112.018 în regiune) și 11.053 finlandezi (3.940 în Leningrad și 7.113 în regiune). Din numărul total 134.701 de finlandezi din URSS, aproximativ 119.000 erau ingrieni.
În recensămintele postbelice, ingrienii nu au mai fost evidențiați ca un grup separat, ei au fost considerați finlandezi, deși constituiau majoritatea populației finlandeze a URSS. Potrivit savantului finlandez Pekka Nevalainen, din 67.000 de finlandezi înregistrați în URSS la recensământul din 1989, 61.000 erau ingrieni. Potrivit estimărilor ziarului „Inkerin Liitto”, cel puțin 95% din numărul total al finlandezilor din Rusia sunt finlandezi ingrieni și descendenții acestora.
„ 95% este ponderea aproximativă a finlandezilor ingrieni în numărul total al finlandezilor din Rusia-URSS.”
Conform rezultatelor recensământul populației din 2010, există 441 de ingrieni în Rusia, dar doctorul în istorie Vadim. Musaev susține că majoritatea covârșitoare a finlandezilor ruși (numărând aproximativ 20.000 de oameni împrăștiați în toată țara) aparțin descendenților poporului ingrian:
„ În cursul recensămintelor, finlandezii ingrieni nu s-au evidențiat ca un grup special, dar se poate spune cu siguranță că persoanele de origine non-ingriană nu constituie o minoritate foarte semnificativă în rândul populației finlandeze din fosta Uniune Sovietică.”

### Evoluția populației ingriene în Regiunea Leningrad
Populația de ingrienii de pe teritoriul Regiunii Leningrad s-a menținut constantă până la începutul anilor 1930, după care, datorită politicii represive a autorităților sovietice, a început să scadă. În anii 1930-1940, ingrienii au fost evacuați de pe teritoriul Ingriei istorice, ei fiind considerați nesiguri de către autorități. Până în mai 1947, aproape 14.000 de ingrieni s-au reîntors în localitățile din care au fost deportați, majoritatea fără să aibă permisiunea oficială. În același an, autoritățile i-au expulzat din nou pe cei care reîntorseseră în regiune fără permisiune. După această acțiune, în Regiunea Leningrad au mai rămas doar 5.700 de ingrieni, iar în orașul Leningrad  doar 500. În perioada post-sovietică, rata de dispariție a ingrienilor s-a accentuat brusc, ceea ce se explică prin acțiunea a doi factori noi, (în condițiile în care cei vechi au persistat): criza demografică generală din Rusia post-sovietică și emigrarea masivă  a ingrienilor în Finlanda, stimulată  pe de-o parte de motive economice, iar pe de altă parte, de o creștere a conștiinței naționale a finlandezilor ruși la sfârșitul anilor 1980 și începutul anilor 1990 .

În prezent, are loc o transformare radicală a teritoriului etnic: în locul unei zone monolitice în părțile centrale, nordice și vestice ale regiunii Leningrad, s-au format trei centre de așezare a populației ingriene, separate în spațiu: Regiunea Leningrad, Carelia și Estonia. În niciuna dintre aceste regiuni, ingrienii nu mai formează grupuri teritoriale mari, ei ajungând să fie doar o minoritate în mediul etnic rus și eston.
* — identificați ca finlandezi în timpul recensământului 

### Evoluția populației finlandezilor ingrieni în raioanele Regiunii Leningrad
În toate raioanele din Regiunea Leningrad, inclusiv pe teritoriul istoric al Ingriei, finlandezii ingrieni sunt o minoritate etnică. Chiar și în raionul Gatcinski, unde populația „finlandeză” era odată majoritară și care fost nucleul lor teritorial etnic, finlandezii ingrieni reprezintă în zilele noastre doar a patra etnie după ruși, ucraineni și belaruși. La nivelul așezărilor rurale din acest raion, ingrienii reprezintă cea mai numeroasă minoritate etnică numai în 5 sate, dar nici acolo ponderea lor nu depășește 4% din populație, deși la începutul anilor 2000 existau localități în raionul Gatcinski unde ponderea finlandezilor ingrieni depășea 10%. Ingrienii sunt cea mai mare minoritate etnică, dar nici acolo ponderea lor nu depășește 4,0% (asociere comună Pudostskoe), deși la începutul anilor 2000 existau teritorii în Gatchinsky regiune în care ponderea finlandezi-ingrieni depășea 10%.

### Evoluția populației finlandezilor ingrieni în orașul Leningrad/Sankt Petersburg
Situația din Sankt Petersburg este caracterizează printr-o rată mai mică de scădere a numărului de locuitori ingrieni. Motivul pentru aceasta este alimentarea continuă a populației ingriene prin afluxul de imigranți din regiune și structura de vârstă mai tânără a finlandezilor ingrieni din Sankt Petersburg în comparație cu cea din Regiunea Leningrad.
* — identificați ca finlandezi în timpul recensământului 

### Evoluția populației finlandezilor ingrieni în Carelia
Relocarea în masă a oamenilor ingrieni în Carelia a avut loc la sfârșitul la sfârșitul celui de-al doilea Război Mondial. A fost vorba în principal de repatriații ingrieni care s-au întors din Finlanda în 1944-1945. Pe 11 februarie 1949, Consiliul de Miniștri al RSFSR a adoptat Decretul nr. 589, care prevedea recrutarea „ingrienilo și finlandezilor” pentru colonizarea ulterioară a acestora în  RSS Carelo-Finică. Celor recrutați li s-au asigurat anumite beneficii economice. În 4 luni, din 10 martie până în 10 iulie 1949, 2.215 familii (6.288 persoane) au părăsit Regiunea Pskov cu destinația RSS Carelo-Finică . Autoritățile sovietice i-au recrutat pe acești coloniști să lucreze în exploatările forestiere locale. Ce trebuie remarcat este o concentrare notabilă a grupului etnic ingrian în capitala republicii Petrozavodsk, unde în 2010 locuiau 52,3% dintre finlandezii ingrieni carelieni.

### Evoluția populației finlandezilor ingrieni în Estonia
După interdicția din 1947 privind rezidența finlandezilor în regiunea Leningrad, mulți dintre ei s-au stabilit în Estonia. Drept urmare, la sfârșitul anilor 1940 și începutul anilor 1950, pe teritoriul Estoniei s-a format cea de-a treia zonă de locuire pentru finlandezii ingrieni din URSS. Rata de scădere a numărului de locuitori ingrieni aici a fost oarecum mai mică decât în Carelia, Regiunea Leningrad și Sankt Petersburg, prin urmare, în anii 2000, diaspora locală a depășit numărul locuitorilor ingrieni rămași în zona nucleului istoric de așezare. În niciun raion sau oraș al Estoniei, ingrienii nu au o pondere semnificativă în cadrul populației totală, în nicio unitate administrativă inferioară nu depășesc 2%, iar în majoritatea raioanelor se măsoară în fracțiuni de procent. Nivelul de urbanizare al ingrienilor din Estonia este de 71,4%. Această caracteristică a repartiției teritoriale face populația extrem de vulnerabilă la procesele de asimilare care se desfășoară în două direcții – estonizare și rusificare.

### Estimări
Luând în considerare ritmul actual de declin, numărul estimat de rezidenți ingrieni în 2020 în Regiunea Leningrad și Sankt Petersburg este de 3.500 de persoane, în Carelia de 4.600 de persoane, iar în Estonia de 5.300 de persoane. În 2050, numărul ingrienilor din Regiunea Leningrad, orașul Sankt Petersburg și Carelia nu va depăși câteva sute de oameni în fiecare subiect. Numărul estimat de ingrieni din Estonia pentru 2050 este puțin peste 1.000 de oameni.

## Resurse internet
- „Председатель общества ингерманландцев: Если под сомнение ставится целостность России, то пора применить закон” [Președintele Uniunii Ingria: Dacă integritatea Rusiei este pusă la îndoială, atunci este timpul să aplicăm legea] (în rusă). ИА REGNUM. 4 mai 2010. Arhivat din original la 6 mai 2010. Accesat în 21 mai 2020.
- Российские финны: вчера, сегодня завтра. Материалы межрегиональной научной конференции, посвященной 20-летию Ингерманландского союза финнов Карелии [Finlandezi ruși: ieri, azi mâine. Materiale ale conferinței științifice interregionale dedicate celei de-a 20-a aniversări a Uniunii Ingria a Finlandezilor din Karelia]. Петрозаводск: Карельский научный центр РАН. 2010. p. 209. Arhivat din original la 30 iulie 2014.

### Articole
1. Антонов Е. П. (2015). „Спецпереселенцы в 1940-1950 гг” [Coloniști speciali în anii 1940-1950]. Якутск: Официальный информационный портал Республики Саха (Якутия). Arhivat din original la 22 noiembrie 2021.
2. Вертячих А. Ю., Глезеров С. Е. „Под натиском пращуров” [Sub atacul strămoșilor] (în rusă). Санкт-Петербург: Санкт-Петербургские ведомости. Arhivat din original la 15 octombrie 2021.
3. Габе Р. М. (1930). „Материалы по народному зодчеству западных финнов Ленинградского округа” [Materiale despre arhitectura populară a finlandezilor apuseni din regiunea Leningrad] (PDF) (în rusă). Ленинград: АН СССР.
4. Каранов Д. П. (2012). „Культурное развитие ингерманландских финнов на рубеже XIX—XX вв: факторы этнокультурного роста” [Dezvoltarea culturală a finlandezilor din Ingria la începutul secolelor XIX-XX: factori de creștere etnoculturală] (în rusă). Санкт-Петербург: РГПУ им. А. И. Герцена.
5. Каранов Д. П. „Этнокультурное развитие ингерманландских финнов в конце XIX — 20-х годах XX века” [Dezvoltarea etno-culturală a finlandezilor ingrieni la sfârșitul secolului al XIX-lea - anii 20 ai secolului XX] (în rusă). Санкт-Петербург: РГГУ им. А. И. Герцена.
6. Кирьянен А. И. (2010). „Ингерманландские финны — коренной народ какого государства?” [Finlandezii ingrieni - popoarele indigene din care stat?] (PDF) (în rusă). Санкт-Петербург.
7. Коломайнен Р. П. (2010). „Российские финны: меньше, чем субэтнос, и больше, чем диаспора” [Finlandezii ruși: mai puțin decât un subethnos și mai mult decât o diasporă] (PDF) (în rusă). Петрозаводск: Карельский научный центр РАН.

1. Конькова О. И. (2008). „Выставка «Ингерманландия»: от идей до реалий” [Expoziția „Ingria”: de la idei la realitate] (PDF) (în rusă). Санкт-Петербург: Электронная библиотека Музея антропологии и этнографии им. Петра Великого (Кунсткамера) РАН.
2. Конькова О. И. (2014). „Костюм ингерманландских финнов” [Costumul finlandezilor ingrieni] (în rusă). Санкт-Петербург: Комитет по местному самоуправлению, межнациональным и межконфессиональным отношениям Ленинградской области.
3. Крылов Н. В. (2008). „Религиозность ингерманландско-финского населения Ленинградской области в 1990—2000-е гг” [Religiozitatea populației ingrio-finlandeze din regiunea Leningrad în anii 1990-2000] (PDF). Санкт-Петербург: Европейский дом. Arhivat din original în 2 februarie 2017.
4. Крылов Н. В. „Элементы язычества в религиозных представлениях и культовых практиках российских ингро-финнов” [Elemente de păgânism în credințele religioase și practicile de cult ale ingro-finlandezilor ruși] (PDF) (în rusă). Санкт-Петербург: Европейский дом. Arhivat din original în 27 februarie 2017.
5. Крюков А. В. (2012). „6-й финно-угорский конгресс в Шиофоке” [Al 6-lea Congres finno-ugric de la Siofok] (PDF) (în rusă). Санкт-Петербург: Inkeri.
6. Крюков А. В. (1997). „О расположении, структуре и типологии финских деревень в Ингерманландии (1830—1930 гг.)” [Despre localizarea, structura și tipologia satelor finlandeze din Ingria (1830-1930)] (în rusă). Санкт-Петербург.
7. Мищенко Д. Ф. (2013). „Кухня ингерманландских финнов: взгляд со страниц словаря” [Bucătăria finlandeză ingriană: o privire din paginile unui dicționar] (în rusă). Сыктывкар: Сборник статей по итогам Всероссийской научной конференции, посвящённой 120-летию со дня рождения А.С. Сидорова.
8. Мищенко Д. Ф. (2012). „Сравнительный анализ неканонических двухместных предикатов в русском языке и в ингерманландском диалекте финского языка” [Analiza comparativă a predicatelor duble non-canonice în rusă și în dialectul ingrian al limbii finlandeze] (în rusă). Вестник ТГПУ.
9. Мусаев В. И. „The Ingrian Question as a Historical and Political Phenomenon” (PDF). Arhivat din original (PDF) la 3 aprilie 2012.
10. Муслимов М. З (2005). „Языковые контакты в Западной Ингерманландии. Нижнее течение реки Луги” [Contacte lingvistice în Ingria apuseană. Cursul inferior al râului Luga] (în rusă). Санкт-Петербург: РГБ. Arhivat din original la 20 septembrie 2016.
11. Муслимов М. З. (2009). „К классификации финских диалектов Ингерманландии” [Despre clasificarea dialectelor finlandeze din Ingria] (PDF) (în rusă). Санкт-Петербург: Наука. Arhivat din original (PDF) la 8 august 2017.
12. Нилова В. И. (2010). „«Финский» Петербург А. К. Глазунова” [Petrogradul „finlandez” al lui Aleksandr Glazunov] (PDF) (în rusă). Петрозаводск.
13. Парккинен С. (2015). „Краткая летопись ингерманландской истории” [O scurtă cronică a istoriei Ingriei] (în rusă). Санкт-Петербург: Inkerin Liitto.
14. Парккинен С. (2016). „Ингерманландский народный костюм” [Costumul popular ingrian] (în rusă). Санкт-Петербург: Inkerin Liitto. Arhivat din original la 22 mai 2019.
15. Пюккенен А. Ю., Сыров А. А. (2002). „Что такое Ингерманландия? Краткое введение в историю ингерманландских финнов” [Ce este Ingria? O scurtă introducere în istoria finlandezilor ingrieni] (în rusă). Санкт-Петербург. Arhivat din original la 3 mai 2016.
16. Смирнова Т. М. (2001). „Многонациональная Ленинградская область” [Regiunea multinațională Leningrad]. Москва. Arhivat din original la 3 mai 2016.
17. Ступин Ю. А. (2014). „Эволюция ареала расселения финнов-ингерманландцев на территории Северо-Запада России во второй половине XX века” [Evoluția zonei de așezare a finlandezilor ingrieni în nord-vestul Rusiei în a doua jumătate a secolului al XX-lea] (în rusă). Санкт-Петербург: СПбГУ. doi:10.5922/2074-9848-2014-4-7.
18. Ушаков Н. В. (1990). „Традиционное жилище финноязычных народов Ленинградской области начала XX века” [Locuința tradițională a popoarelor vorbitoare de finlandeză din regiunea Leningrad la începutul secolului al XX-lea] (în rusă). Ленинград: ГМЭ.
19. Филимонов А. В. (2015). „«Ингерманландцы» в Псковской области (конец 1940-х — начало 1950-х гг.)” [„Ingrienii” în regiunea Pskov (sfârșitul anilor 1940 - începutul anilor 1950)] (în rusă).
20. Янсон П. М. (1929). „Национальные меньшинства Ленинградской области” [Minoritățile naționale din regiunea Leningrad] (în rusă). Ленинград: Издание Орготдела Ленинградского Облисполкома.
21. Ясинская-Лахти И., Мяхёнен Т. А., Варьйонен С., Арнольд Л., Юияля А., Юрва К., Кинунен Т. (2012). „Идентичность и интеграция в контексте этнической миграции (на примере ингерманландских финнов)” [Identitatea și integrarea în contextul migrației etnice (pe exemplul finlandezilor ingrieni)]. Москва. ISSN 1810-228X.
22. Rappu Elizabet (2008). „Образ ингерманландцев и Ингерманландии в российских центральных и региональных газетах в 1991—2007 гг” [Imaginea ingrienilor și Ingriei în ziarele centrale și regionale ruse în perioada 1991-2007] (PDF) (în rusă). Turku: Turun yliopisto.
23. Pushkarjova, Lena (2015). „Путь ингерманландцев в Финляндию шёл через Сибирь” [Drumul ingrienilor spre Finlanda trecea prin Siberia] (în rusă). Yle.
24. „Fenno-Lapponica Petropolitana. Труды Института лингвистических исследований РАН” [Fenno-Lapponica Petropolitana. Lucrările Institutului de Cercetări Lingvistice Academiei Ruse de Științe] (PDF) (în rusă). Санкт-Петербург: Наука. 2012. Arhivat din original (PDF) la 30 octombrie 2012.

### Cărți
1. Александрова Е. Л., Браудзе М. М., Высоцкая В. А., Петрова Е. А. (2012). История финской Евангелическо-лютеранской церкви Ингерманландии [Istoria bisericii evanghelice luterane finlandeze din Ingria] (în rusă). Санкт-Петербург: Гйоль. p. 400. ISBN 978-5-904790-08-0.
2. Гильди Л. А. (2006). Народ изгой в России [Oamenii proscriși în Rusia] (PDF) (în rusă). Санкт-Петербург. p. 293.
3. Гильди Л. А. (2003). Судьба «социально опасного» народа [Soarta oamenilor „periculoși din punct de vedere social”.] (PDF) (în rusă). Санкт-Петербург: ДЕАН. p. 503. ISBN 5-93630-166-4.
4. Дённингхаус Виктор (2011). В тени «Большого брата». Западные национальные меньшинства в СССР. 1917—1938 гг [În umbra „Fratelui cel mare”. Minoritățile naționale occidentale în URSS. 1917-1938] (în rusă). Москва: РОССПЭН. p. 727. ISBN 978-5-8243-1535-6.
5. Ивлев В. В. (1994). Промыслы крестьянского населения XIX века [Meseriile populației țărănești din secolul al XIX-lea] (în rusă). Санкт-Петербург: Петрополь. p. 231.
6. Земсков В. Н. (2005). Спецпоселенцы в СССР, 1930—1960 [Coloniștii speciali în URSS, 1930-1960] (în rusă). Москва: Наука. p. 306. ISBN 5-02-008855-2.
7. Кемпинен Мирья (2010). Предпосылки и проблемы написания ингерманландского эпоса [Context și probleme de scriere unei epopeei ingriene] (PDF). Петрозаводск: Карельский научный центр РАН. p. 554. ISBN 978-59274-0427-8.
8. Конкка Юхани (2014). Огни Петербурга [Luminile Peterburgului] (în rusă). Санкт-Петербург: Гйоль. p. 336. ISBN 978-5-90479-030-1.
9. Конькова О. И., Кокко В. А. (2009). Ингерманландские финны. Очерки истории и культуры [Finlandezii ingrieni. Eseuri despre istorie și cultură] (PDF) (în rusă). Санкт-Петербург: МАЭ РАН. p. 164. ISBN 978-5-88431-143-5. Arhivat din original (PDF) la 22 decembrie 2018.
10. Костырченко Г. В. (2009). Сталин против «космополитов» [Stalin împotriva „cosmopoliților”] (în rusă). Москва: РОССПЭН. p. 415. ISBN 978-5-8243-1103-7. Arhivat din original la 13 mai 2018.
11. Курко Карло (2010). Финны-ингерманландцы в когтях ГПУ [Finlandezii-ingrieni în ghearele GPU-ului] (în rusă). Санкт-Петербург: Гйоль. p. 125. ISBN 978-5-904790-05-9.
12. Мусаев В. И. (2004). Политическая история Ингерманландии в конце XIX—XX веке [Istoria politică a Ingriei la sfârșitul secolelor XIX-XX] (PDF). Санкт-Петербург: ИИ РАН «Нестор-История». p. 450. ISBN 5-98187-031-1. Arhivat din original (PDF) la 26 iulie 2015.
13. Невалайнен Пекка (2003). Изгои. Российские беженцы в Финляндии (1917—1939) [Proscriși. Refugiați ruși în Finlanda (1917-1939)] (în rusă). Санкт-Петербург: Наука РАН. p. 396. ISBN 5-87516-020-9.
14. Невалайнен Пекка (2005). Исход. Финская эмиграция из России 1917—1939 гг [Exod. Emigrația finlandeză din Rusia 1917-1939] (în rusă). Санкт-Петербург: Коло. p. 448. ISBN 5-901841-24-7.
15. Таргиайнен М. А. (2001). Ингерманландский излом. Борьба ингерманландских финнов в гражданской войне на Северо-Западе России (1918—1920 гг.) [Întreruperea ingriană. Lupta finlandezilor ingrieni în războiul civil din nord-vestul Rusiei (1918-1920)] (în rusă). Санкт-Петербург: Дмитрий Буланин. p. 362. ISBN 5-86007-269-4.
16. Флинк, Тойво (2011). Домой в ссылку. Депортации ингерманландских переселенцев из Финляндии в Советский Союз 1944—1955 гг [Acasă în exil. Deportările migranților ingrieni din Finlanda în Uniunea Sovietică 1944-1955] (în rusă). Санкт-Петербург: Гйоль. p. 392. ISBN 978-5-904790-06-6.
17. Шашков В. Я. (1993). Спецпереселенцы на Мурмане: Роль спецпереселенцев в развитии производительных сил на Кольском полуострове (1930—1936 гг.) [Coloniști speciali din Murmansk: Rolul coloniștilor speciali în dezvoltarea forțelor productive din Peninsula Kola (1930-1936)] (în rusă). Мурманск: МГПИ. p. 142. ISBN 5-88476-009-4.
18. Kuronen Aira (2002). [951-746-364-2 Inkerin keittiö. Ruokaperinnettä ja -ohjeita] Verificați valoarea |url= (ajutor) [Bucătăria ingriană. Tradiții și rețetentare] (în finlandeză). Helsinki: SKS. p. 172.
19. Mietinen Helena, Krjukov Aleksei, Mullonen Juho, Wikberg Pekka (2013). Inkeriläiset. Kuka kukin on? [Enciclopedia „Ingrienii: cine este cine?”] (în estonă). Tallinn: Tallinna Raamatutrükikoja OÜ. p. 400. ISBN 978-951-97359-5-5.
20. Nevalainen Pekka (1992). Inkerinmaan ja inkeriläisten vaiheet 1900-luvolla [Ingria și ingrienii în secolul al XX-lea] (în finlandeză). Helsinki: SKS. p. 228.
21. Hannes Sihvo (1989). Inkerin Maalla [Pe pământul ingrinului] (în finlandeză). Hämeenlinna: Karisto Oy. p. 425. ISBN 951-23-2757-0.
22. Erkki Tuuli (1988). [951-0-14953-5 Inkeriläisten vaellus: Inkeriläisen väestön siirto 1941—1945] Verificați valoarea |url= (ajutor) [Migrația ingriană: relocarea populației ingriene 1941-1945] (în finlandeză). Porvoo; Helsinki: WSOY. p. 307.
23. АКССР. Список населённых мест (По материалам переписи населения 1933 года) [RASS Careliană. Lista așezărilor (Pe baza recensământului din 1933)] (PDF). Петрозаводск: «Союзоргучет» УНХУ АКССР. p. 130. Arhivat din original (PDF) la 22 noiembrie 2021.
24. История ингерманландских финнов [Istoria finlandezilor ingrieni] (în rusă). Санкт-Петербург: Гйоль. 2012. p. 512. ISBN 978-5-90479-002-8.
25. Материалы по статистике народного хозяйства С.-Петербургской губернии [Materiale despre statisticile economiei naționale a guberniei Sankt Petersburg] (în rusă). Санкт-Петербург: губернского земства. 1885. p. 310. Arhivat din original la 2 februarie 2017.
26. Pentti H. Tikkanen, Ensio Siilasvuo, Matti Ahola (1997). Jatkosota: Kronikka [Războiul în continuare: cronica] (în finlandeză). Gummerus. p. 208. ISBN 951-20-3661-4.

### Film documentar
1. Документальный фильм. Режиссер — Нина Серебрякова. Киностудия «Этнос». 2007 г (21 mai 2020). „Ингерманландские финны: выбор судьбы?”.  (în rusă).  47 minute. ОТР. Lipsește sau este vid: |series= (ajutor)